# Ummidia salebrosa
Ummidia salebrosa är en spindelart som först beskrevs av Simon 1891.  Ummidia salebrosa ingår i släktet Ummidia och familjen Ctenizidae. Inga underarter finns listade i Catalogue of Life.